# Shane Duffy
Shane Patrick Michael Duffy (nascut l'1 de gener de 1992) és un futbolista irlandès que juga com a defensa pel Brighton & Hove Albion FC anglès.
Es va formar a l'Everton FC, tot i que va passar gran part del seu contracte allà com a cedit a altres clubs. Va fitxar pel Blackburn el 2014.
Nascut a Derry, a Irlanda del Nord, Duffy va jugar per la selecció nord-irlandesa en categories inferiors, fins que finalment va decidir passar a jugar amb la República d'Irlanda. Va debutar amb la selecció absoluta el 2014, i va formar part de l'equip que va disputar l'Eurocopa 2016.

## Estadístiques de la carrera
A 7 maig 2016.
| Club                      | Temporada     | Lliga          | Lliga   | Lliga | FA Cup  | FA Cup | Copa de la Lliga | Copa de la Lliga | Europa  | Europa | Altres  | Altres | Total   | Total |
| Club                      | Temporada     | Divisió        | Partits | Gols  | Partits | Gols   | Partits          | Gols             | Partits | Gols   | Partits | Gols   | Partits | Gols  |
| ------------------------- | ------------- | -------------- | ------- | ----- | ------- | ------ | ---------------- | ---------------- | ------- | ------ | ------- | ------ | ------- | ----- |
| Everton FC                | 2009–10       | Premier League | 0       | 0     | 0       | 0      | 0                | 0                | 2       | 0      | —       | —      | 2       | 0     |
| Everton FC                | 2010–11       | Premier League | 0       | 0     | 0       | 0      | 0                | 0                | —       | —      | —       | —      | 0       | 0     |
| Everton FC                | 2011–12       | Premier League | 4       | 0     | 1       | 0      | 0                | 0                | —       | —      | —       | —      | 5       | 0     |
| Everton FC                | 2012–13       | Premier League | 1       | 0     | 1       | 0      | 1                | 0                | —       | —      | —       | —      | 3       | 0     |
| Everton FC                | 2013–14       | Premier League | 0       | 0     | 0       | 0      | 0                | 0                | —       | —      | —       | —      | 0       | 0     |
| Everton FC                | Total         | Total          | 5       | 0     | 2       | 0      | 1                | 0                | 2       | 0      | —       | —      | 10      | 0     |
| Burnley FC (cedit)        | 2010–11       | Championship   | 1       | 0     | 0       | 0      | 0                | 0                | —       | —      | —       | —      | 1       | 0     |
| Scunthorpe United (cedit) | 2011–12       | Lliga One      | 18      | 1     | 0       | 0      | 0                | 0                | —       | —      | 1       | 0      | 19      | 1     |
| Yeovil Town FC (cedit)    | 2013–14       | Championship   | 37      | 1     | 2       | 0      | 0                | 0                | —       | —      | —       | —      | 39      | 1     |
| Blackburn Rovers FC       | 2014–15       | Championship   | 19      | 1     | 3       | 0      | 0                | 0                | —       | —      | —       | —      | 22      | 1     |
| Blackburn Rovers FC       | 2015–16       | Championship   | 41      | 4     | 1       | 0      | 0                | 0                | —       | —      | —       | —      | 42      | 4     |
| Blackburn Rovers FC       | Total         | Total          | 60      | 5     | 4       | 0      | 0                | 0                | —       | —      | —       | —      | 69      | 5     |
| Total carrera             | Total carrera | Total carrera  | 121     | 7     | 8       | 0      | 3                | 0                | 2       | 0      | 1       | 0      | 133     | 7     |

1. ↑  Partits a la UEFA Europa League
2. ↑  Partits a la Football League Trophy

### Internacional
A  26 juny 2016.
| Equip nacional      | Any   | Partits | Gols |
| ------------------- | ----- | ------- | ---- |
| República d'Irlanda | 2014  | 1       | 0    |
| República d'Irlanda | 2016  | 4       | 0    |
| Total               | Total | 5       | 0    |